# Michel Seuphor
Michel Seuphor, cuyo verdadero nombre fue Ferdinand Louis Berckelaers, es un pintor abstracto, crítico de arte, editor y escritor francés, nacido el 10 de marzo de 1901 en Amberes y fallecido el 12 de febrero de 1999 en París.  Obtuvo la nacionalidad francesa en 1954. El seudónimo de Seuphor es un anagrama de Orpheus.

## Biografía
En 1921, en colaboración con Jozef Peeters y Geert Pijnenburg, Michel Seuphor publica en Amberes la revista Het Overzicht (El Panorama). Desde 1922 entró en contacto con los artistas de vanguardia de las grandes ciudades europeas, Berlín, Roma, Ámsterdam después París. Se relaciona con Robert Delaunay y Sonia Delaunay, Marino di Teana, Piet Mondrian, Férnand Léger, Amédée Ozenfant, Tristan Tzara, Albert Gleizes, Jean Arp y Sophie Taeuber-Arp, Filippo Marinetti, Gino Severini, Joaquín Torres-García, y también con pintores cubistas, dadaístes, futuristas, constructivistas o neoplásticos.
Se instaló en París en 1925 en donde publicó, en colaboración con Enrico Prampolini y Paul Dermée,  los Documentos Internacionales del Espíritu Nuevo. Después fundó el grupo Círculo y cuadrado con Joaquín Torres García y otros artistas que se reclamaban del neoplasticismo profesado por Piet Mondrian. En 1930, publicaron tres números de la revista del mismo título. Michel Seuphor organizó también exposiciones colectivas grupo, la primera fue en 1930, a las que participaron principalmente Mondrian, Arp, Taueber, Léger, Kurt Schwitters, Vasili Kandinsky, Le Corbusier, Antoine Pevsner o Alberto Sartoris.
Michel Seuphor se alejó de París y a su partida el grupo Abstracción Creación, creado en 1932 por Vantongerloo, continúa el trabajo de Círculo y Cuadrado, mismo que fue retomado en 1939 por el grupo Realidades Nuevas que resultó Asociación y Salón en 1946.
Estuvo en Nueva York en el periodo de diciembre de 1950 a febrero de 1951 durante el cual preparó su libro sobre Mondrian. Ahí conoció a numerosos artistas, entre los más destacados se pueden mencionar a: Marcel Duchamp, De Kooning, Pollock, Rothko, Kline, Motherwell, Gottlieb, Stuart Davis, Richter, Gallatin, Morgan Russell, Reinhardt, Newman.
Michel Seuphor organizó numerosas exposiciones entre ellas Los Primeros Maestros del Arte Abstracto, de 1949, en 1958, 50 años de Arte Abstracto y en 1959 en Estados Unidos, Construction and Geometry Painting. El mismo año preparó la gran exposición retrospectiva de Mondrian en el Museo de la Orangerie.

## La música verbal
En 1926, Michel Seuphor denominó "música verbal" a un subgrupo de su producción poética basada en las palabras como entes sonoros. « Tout en roulant les RR » (1927) es el poema más típico y el más conocido de la “música verbal” y que fueron recitados por el mismo, en veladas literarias, en 1927 y 1930. En 1930, acompañó su poesía fonética con el russolofono de Luigi Russolo.

## Los dibujos de lagunas
Michel Seuphor realizó obras neoplásticas a partir de 1926. En 1932, realiza sus primeros "dibujos unilineares" que dieron lugar a su primera exposición en Ginebra. En 1951 los dibujos de Michel Seuphor toman un carácter particular: trazaba líneas horizontales dispuestas paralelamente y a distancias diversas, separadas por espacios en blanco. Seuphor nombró dicha técnica "dibujos de lagunas de trazos horizontales" y fue el punto de partida de una obra plástica personal que exploró a lo largo de su vida.
Como artista plástico, participó en numerosas exposiciones colectivas en Francia y en el extranjero a partir de 1933. También tuvo exposiciones individuales: en 1953 en la galería Berggruen, en 1959 en la galería Denise Renacido en París, en Turín en 1967, en el Museo de La Cal-de-Fondos en 1968, a una retrospectiva al museo municipal de La Haya en 1977, así como en el Centro Beaubourg de París, en 1981 en el museo de la Bouverie en Lieja, en 1986 en la Galería Treffpunkt Kunst de Saarlouis, en 1989 en el Museo de Sarrebruck y en 1994 en "La Galería" en París. La más reciente retrospectiva fue realizada en 2014 en el Museo FélixArt en Drogenbos. 
Michel Seuphor fue pintor y dibujante así como ceramista y se dedicó al collage desde 1953. Expuso sus collages y serigrafías en 1977 en la Galería 2016, de Hauterive, Neuchâtel, Suiza. Expuso nuevamente en la Galería 2016 en 1991 y 1993.
A principios de la década de 1980, Michel Seuphor atrajo la atención de los medios de comunicación al ser implicado en un proceso legal referente a la adquisición de tres piezas falsas de Mondrian a finales de los años 1970 por el Museo nacional de arte moderno. Se alegaba que Seuphor había certificado las obras como auténticas. Su buena fe fue reconocida por el tribunal de apelación de París en 1985.

## Un precursor de la crítica de arte abstracto
Michel Seuphor publicó un número considerable de obras literarias y escritos sobre el arte, sobre estudios sobre Mondrian. Entre ellos, la monografía de 1956, titulada Diccionario de la Pintura abstracta en 1957, El Arte abstracto, sus orígenes, sus primeros maestros de 1949 y la Escultura de este siglo de 1959, La pintura abstracta, su génesis, su expansión en 1962, El Estilo y el Grito en 1965, y una historia del arte abstracto de cinco volúmenes, en colaboración con Michel Ragon a partir de 1973.